# Serhan Yavaş
Serhan Yavaş (* 27. März 1972 in Istanbul) ist ein türkischer Schauspieler und Model.

## Werdegang
Yavaş studierte an der Marmara-Universität. Neben seiner Schauspielkarriere arbeitete er auch als Model.  Sein Debüt gab er 1997 in der Fernsehserie Örümcek. Anschließend spielte er 2007 in Yemin mit. Außerdem wurde er 2009 für die Serie Unutulmaz gecastet. Im selben Jahr trat Yavaş in dem Film Yağmurdan Sonra auf.
Von 2013 bis 2014 setzte er seine Karriere in Adını Kalbime Yazdım fort. Unter anderem bekam er 2017 in der Serie  Seni Kimler Aldı eine Hauptrolle.

## Filmografie
Filme
- 2009: Yağmurdan Sonra

Serien
- 1997–2001: Örümcek
- 2007–2008: Yemin
- 2009–2011: Unutulmaz
- 2013–2014: Adını Kalbime Yazdım
- 2017: Seni Kimler Aldı